# Armand Berton

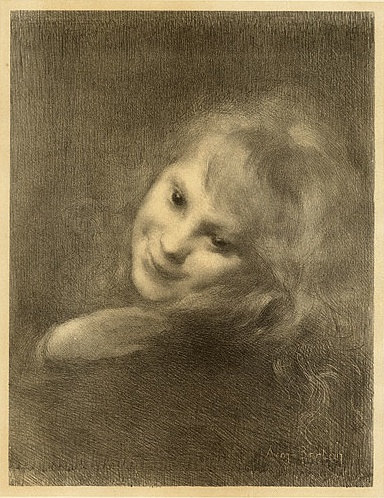
Armand Berton, Rieuse - litografia pubblicata da L'Estampe moderne, vol.I

Armand Berton (Parigi, 16 settembre 1854 – Parigi, 1917) è stato un pittore, illustratore e incisore francese.

## Biografia

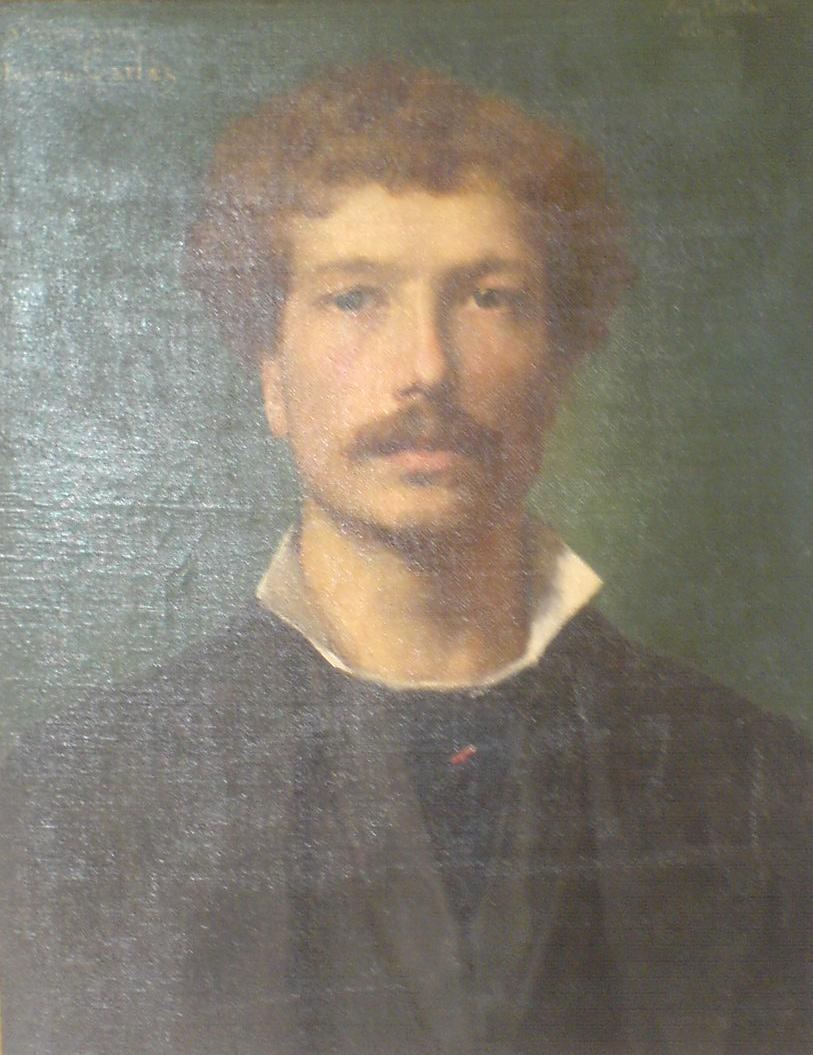
Armand Berton, Ritratto di Antonin Carles - Auch, Musée des Jacobins

Figlio dell'impiegato Victor Berton e di Anne Colas, Armand Berton nasce in rue du Dragon 9 a Parigi. Sofferente di sordità, è ammesso come studente a l'École nationale supérieure des beaux-arts e segue i corsi di Alexandre Cabanel e di Adolphe Yvon.
Armand Berton espone al Salon des artistes français dal 1805 al 1807 e nel 1892 diventa membro della  Société nationale des beaux-arts dove espone fino al 1910. Nel 1900 è nominato cavaliere della Legion d'onore.
Il suo altelier parigino era situato al numero 60 di rue Madame e in seguito al numero 9 di rue de Bagneux.

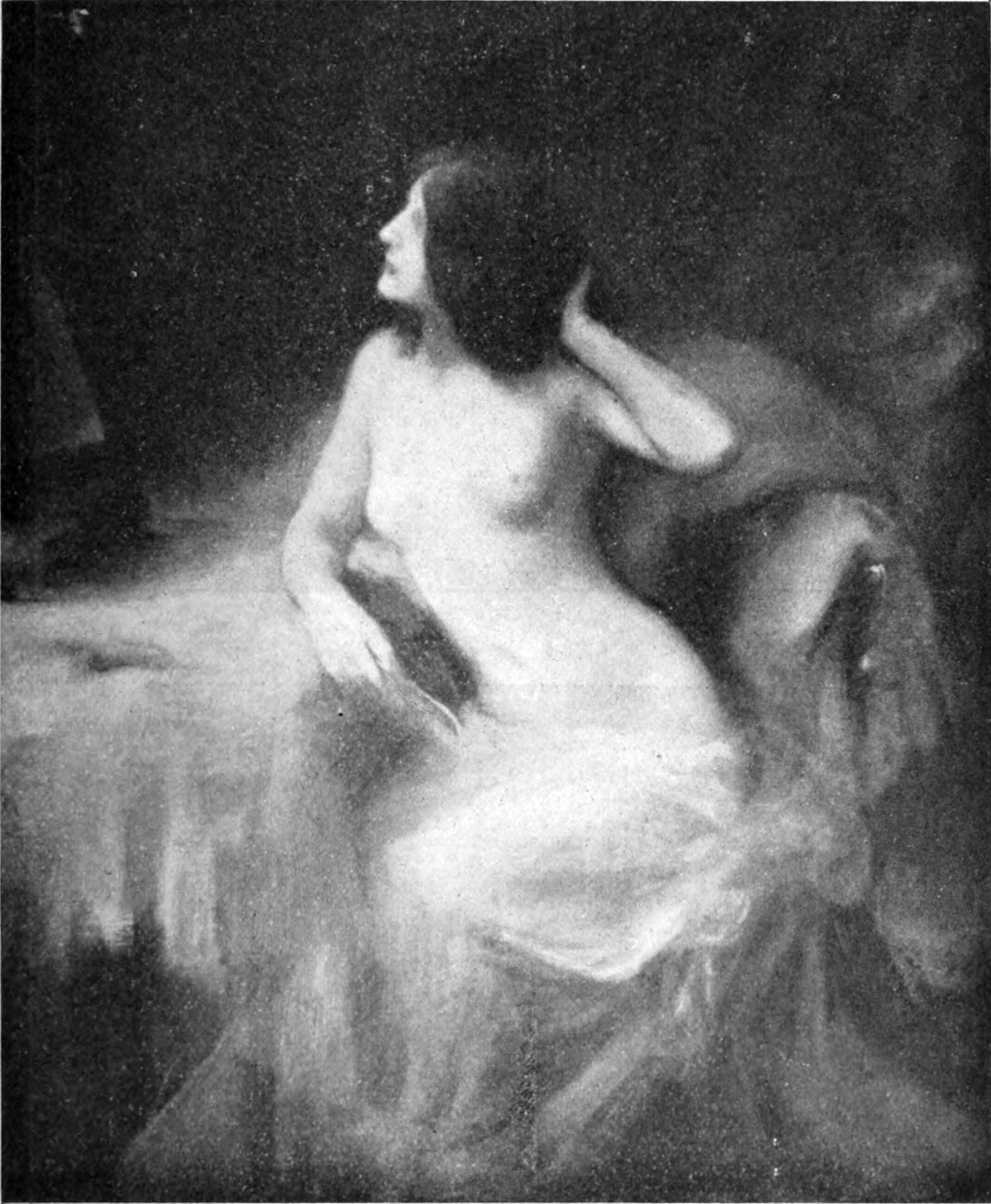
Armand Berton - Avant la toilette
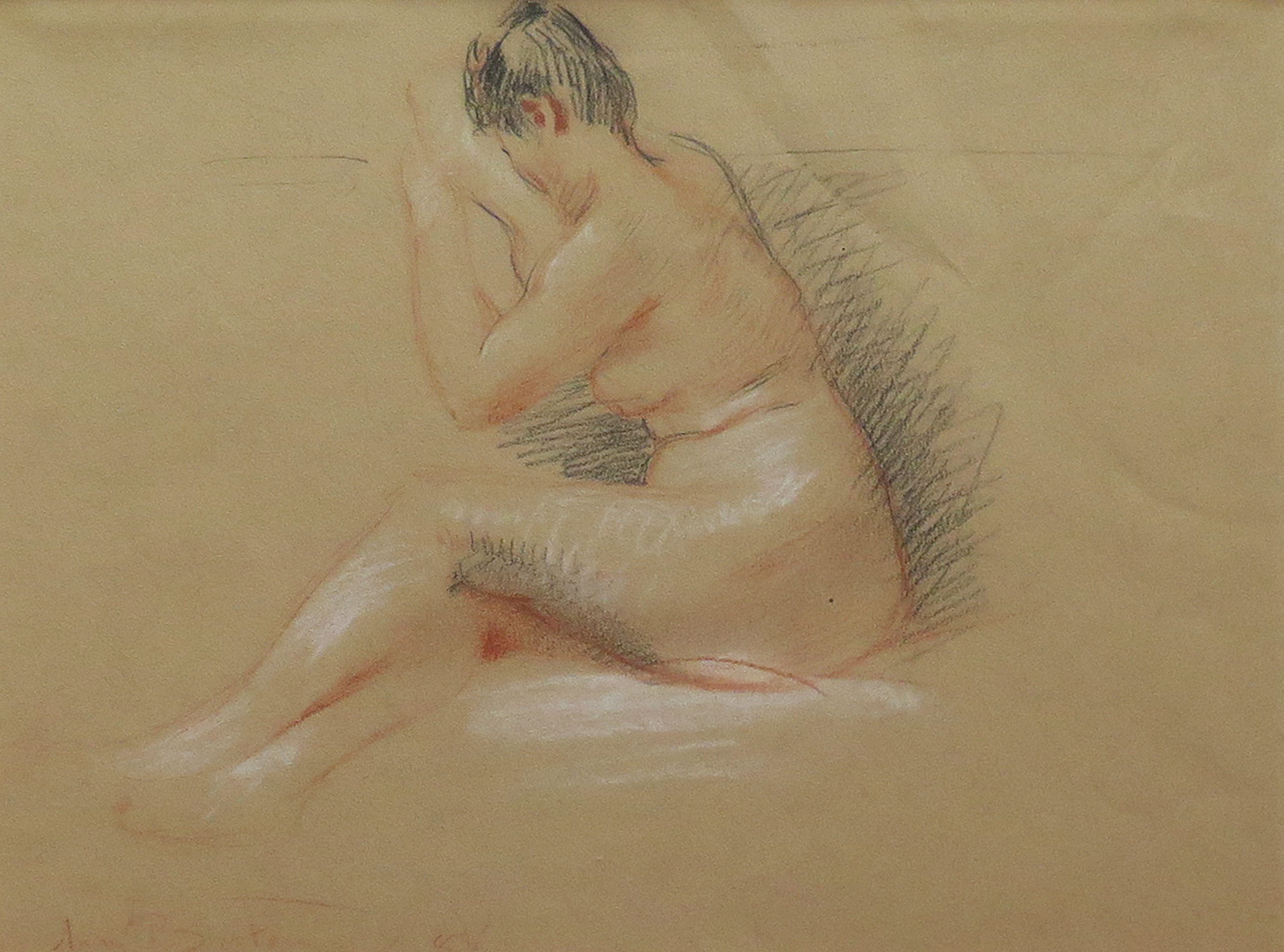
Armand Berton - Reclining female nude

## Collezioni pubbliche
- Auch, Musée des Jacobins: Portrait d'Antonin Carlès, olio su tela
- Museo di Belle arti di Beaune: Femme sur une terrasse, olio su tela
- Museo della Chartreuse di Douai: Ève, d'après John Milton, 1882, olio su tela, opera distrutta nel 1944
- Museo del vescovado di Limoges : Baigneuse, olio su tela
- Museo di Belle arti di Morlaix : Toilette après le bain, 1906, olio su tela
- Parigi, École nationale supérieure des beaux-arts
  - Discobole au repos, 1875, disegno
  - Figure dessinée d'après nature, 1875, disegno
  - L'Enlèvement d'Orithie, 1877, disegno
  - Persée délivrant Andromède, 1878, disegno
  - La Peinture et la Sculpture, 1879, disegno
  - La Peinture et la Sculpture dans un entrecolonnement, 1879, olio su tela, premio Jauvin d'Attainville
- Paris, Museo del Louvre : La Madone des Harpies, d'après Andrea del Sarto, olio su tela
- Paris, Museo d'Orsay
  - Petite Danseuse assise, 1902, sanguigna
  - Buste de femme,1902, matita nera e pastello
  - Chez elle, 1909, olio su tela
- Paris, Museo del Louvre, Fonds Louis Devillez: 267 œuvres[3]
  - La Fable moderne assise sur les ruines antiques, acheté par l’État[4]
  - Intermède, 1899, acheté par l’État[5].

## Stampe
- Rieuse, stampata per L'Estampe moderne, 1897

## Opere illustrate
- Teocrito, Opere, Traduzione di Paul Desjardins, Parigi, Société des Cent bibliophiles, 1910, 130 esemplari con 36 acqueforti
- Jules Lemaître, Trois contes en marge d'Homère, Paris, Les Amis des livres, 1921, 110 esemplari con 36 acqueforti

## Riconoscimenti
- Borsa di viaggio nel 1882
- Medaglia di bronzo all'Esposizione universale del 1889
- Medaglia d'oro degli artisti francesi all'Esposizione universale del 1900